# Милош Рошевић
Милош Рошевић (Зајечар, 13. маја 2001) српски је фудбалер који тренутно наступа за Раднички 1923 Крагујевац.

## Каријера
Рошевић је првом тиму матичног Тимока прикључен као шеснаестогодишњак и у наредном периоду се усталио у постави екипе. Тимок је по испадању из трећег степена такмичења две сезоне провео у Зони Исток, а затим је такмичарску 2020/21. завршио на првом месту Српске лиге Исток. Рошевић је, потом, био стрелац на оба сусрета доигравања за попуну Прве лиге. Укључујући и полусезону у том такмичењу, Рошевић је за први тим Тимока одиграо нешто више од 100 утакмица.
Рошевић је током зимских припрема 2022. године тренирао са екипом Спартака, после чега је потписао четворогодишњи уговор са суботичким клубом. У Суперлиги Србије дебитовао је на почетку пролећног дела такмичарске 2021/22.

## Трофеји, награде и признања
Тимок
- Српска лига Исток : 2020/21.[5]